# Lenda da Justiça de Fafe

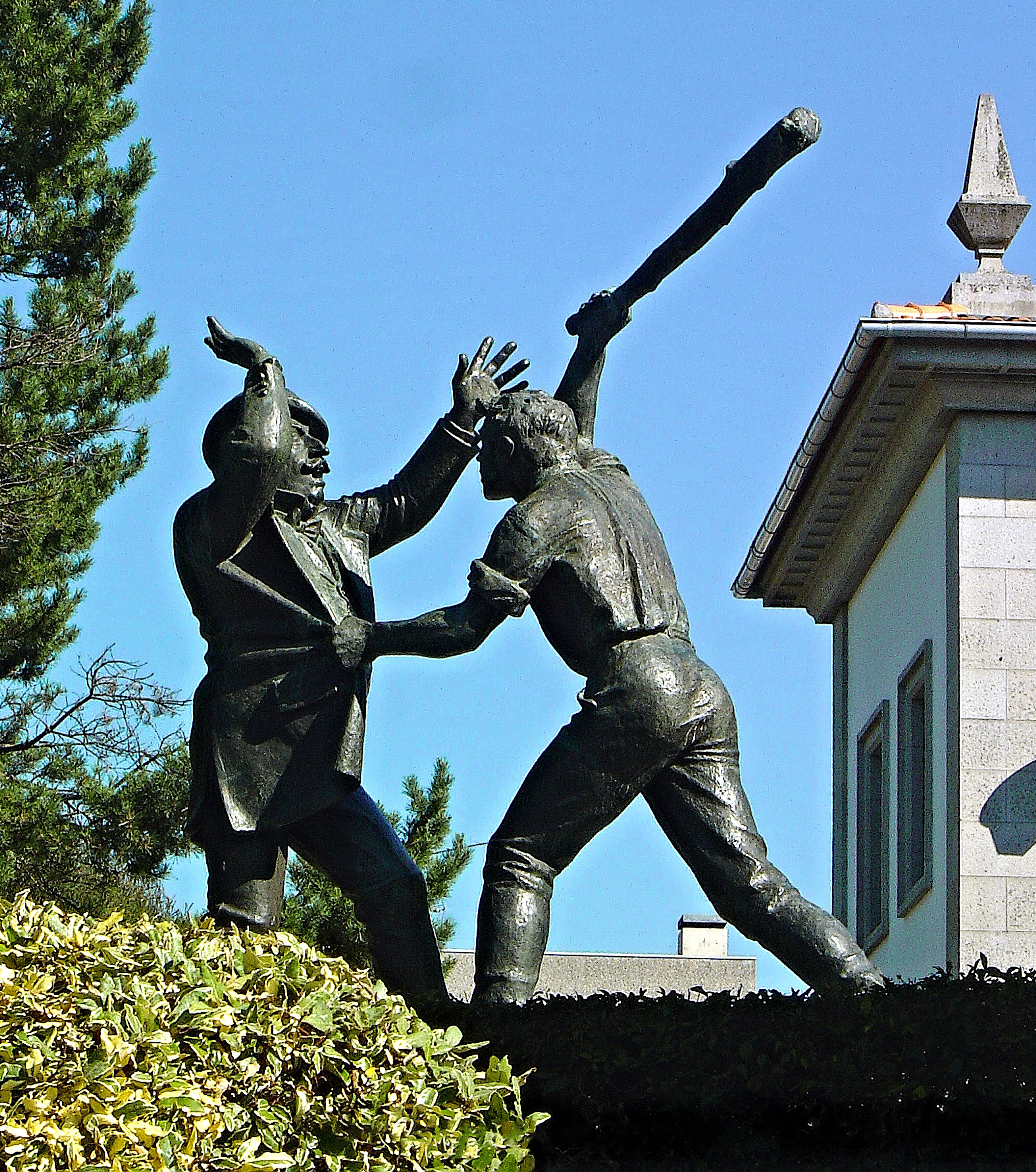
Monumento à Justiça de Fafe

A lenda da Justiça de Fafe é uma apologia da justiça popular. Um dos maiores símbolos referenciais de Fafe, é vista como o espírito e o verdadeiro ex-libris desta localidade, e foi celebrada por um monumento na cidade.
A versão mais difundida desde o início do século XIX foi objecto de um longo poema de Inocêncio Carneiro de Sá, o Barão de Espalha Brasas. Narra um episódio, registado no século XIX e protagonizado pelo Visconde de Moreira de Rei, político influente no concelho e homem de bem mas não de levar afrontos para casa.
Deputado às Cortes, terá chegado atrasado a uma sessão daquele órgão monárquico, no que terá sido censurado grosseiramente por um marquês, também deputado, que chegou ao desplante de lhe chamar "cão tinhoso". O visconde fingiu não ouvir o impropério e mostrou-se tranquilo durante a sessão mas, finda aquela, interpelou o marquês petulante, repreendendo-o pelas palavras descorteses que lhe havia dirigido. Em vez de lhe pedir desculpa, este arremessou-lhe provocadoramente as luvas no rosto, convocando-o para um duelo.
Ao ofendido competia escolher as armas, e quando todos pensavam que iria preferir espadas ou pistolas, como era usual na altura, o visconde apresentou-se para o recontro munido de dois resistentes varapaus. O marquês não sabia manejar esta arma grosseira mas o visconde, perito na arte do jogo do pau, tradicional nesta região, espancou o seu opositor. À gargalhada perante o acontecimento, os populares que presenciavam não se contiveram e gritaram: "Viva a Justiça de Fafe!".
Outra versão narra as consequências de um pedido de casamento por parte dum lisboeta. Mas quando o noivo se recusou a casar, o pai da rapariga perseguiu-o e aplicou-lhe a Justiça de Fafe.
O Monumento à Justiça de Fafe, evocativo desta tradição e da autoria de Eduardo Tavares, foi inaugurado em 23 de Agosto de 1981 na rua João XXIII desta cidade. Consiste em um estátua com a particularidade de representar um homem a bater noutro com um pau e foi colocada nas traseiras do tribunal de Fafe, insinuando que quando a justiça oficial não funciona, a mão popular apresenta-se.